# A Game of Wits
A Game of Wits is een Amerikaanse dramafilm uit 1917 onder regie van Henry King. De film werd destijds in Nederland uitgebracht onder de titel Geest boven fortuin.

## Verhaal
Jeannette Browning hoort dat de oude beursmagnaat Silas Stone haar opeist als zijn vrouw bij haar bankroete vader. Ze bedenkt een list om Stone de verloving te doen verbreken, zodat ze hem kan dagvaarden wegens contractbreuk. Bij een bezoek stelt Jeannette hem voor aan haar zwakzinnige broer Larry en ze beweert dat zij die krankzinnigheid zelf ook heeft geërfd. Wanneer Stone ertussenuit wil knijpen, veinst zij liefdesverdriet en ze dreigt ermee om hem voor het gerecht te dagen. Nadat Stone een cheque van 100.000 dollar heeft uitgeschreven, biecht Jeannette aan haar vader op dat Larry eigenlijk haar liefje is.

## Rolverdeling
| Acteur              | Personage          |
| ------------------- | ------------------ |
| Gail Kane           | Jeannette Browning |
| George Periolat     | Cyrus Browning     |
| Spottiswoode Aitken | Silas Stone        |
| Lew Cody            | Larry Caldwell     |